# Kobylnice, Svidník
Kobylnice este o comună slovacă, aflată în districtul Svidník din regiunea Prešov. Localitatea se află la altitudinea de 209 m deasupra n.m., se întinde pe o suprafață de 10,42 km2 și în 2017 număra 92 de locuitori.

## Istoric
Localitatea Kobylnice este atestată documentar din 1363.

## Demografie
| An:                | 1994 | 2004 | 2014    | 2024    |
| ------------------ | ---- | ---- | ------- | ------- |
| Număr de persoane: | 100  | 109  | 98      | 85      |
| Diferență:         |      | +9%  | −10,09% | −13,26% |

| An:                | 2023 | 2024   |
| ------------------ | ---- | ------ |
| Număr de persoane: | 89   | 85     |
| Diferență:         |      | −4,49% |